# Upper West Side
Upper West Side (viết tắt: UWS hay Thượng Tây) là một khu phố ở quận Manhattan của thành phố New York. Phố giáp với Công viên Trung tâm (Central Park) ở phía đông, sông Hudson ở phía tây, đường West 59th ở phía nam và đường West 110th ở phía bắc. Khu vực này cũng tiếp giáp với các khu Hell's Kitchen ở phía nam, Columbus Circle ở phía đông nam và Morningside Heights ở phía bắc.
Tương tự khu Upper East Side (Thượng Đông) nằm đối diện Công viên Trung tâm, Upper West Side là một khu vực giàu có với người dân chủ yếu làm việc ở các trung tâm thương mại và tài chính tại Midtown và Lower Manhattan. Giống với Fifth Avenue ở Upper East Side, UWS được coi là một trong những trung tâm văn hóa và trí tuệ của Manhattan khi sở hữu Đại học Columbia và Cao đẳng Barnard ở phía bắc, Bảo tàng Lịch sử Tự nhiên Hoa Kỳ ở trung tâm, Viện Công nghệ New York ở gần Columbus Circle, Trung tâm Biểu diễn Nghệ thuật Lincoln và trường Trung học Fiorello H. LaGuardia ở phía nam.
UWS thuộc Quận cộng đồng Manhattan 7, sử dụng các mã bưu điện chính là 10023, 10024, 10025, 10069 và nằm dưới sự tuần tra của đồn cảnh sát số 20 và 24 của Sở cảnh sát thành phố New York.